# Ансі (округ)
Округ Ансі (фр. Arrondissement d'Annecy) — округ у Франції, в департаменті Верхня Савоя. 2023 року округ об'єднував 79 муніципалітетів, населення становило 294 289 осіб.
Адміністративний центр (супрефектура) — Ансі.

## Муніципалітети
Список муніципалітетів округу та їхні коди INSEE:
1. Алекс (74003)
2. Аллев (74004)
3. Альбі-сюр-Шеран (74002)
4. Ансі (74010)
5. Антреверн (74111)
6. Аргоне (74019)
7. Блуа (74035)
8. Блюффі (74036)
9. Буссі (74046)
10. Валь-де-Шез (74167)
11. Вальєр-сюр-Ф'є (74289)
12. Вейр'є-дю-Лак (74299)
13. Версонне (74297)
14. Вілла (74303)
15. Віллі-ле-Пеллу (74307)
16. Во (74292)
17. В'ю-ла-Ш'єз (74310)
18. Груазі (74137)
19. Грюффі (74138)
20. Денжі-Сен-Клер (74102)
21. Дуссар (74104)
22. Дюен (74108)
23. Епаньї-Мец-Тессі (74112)
24. Ері-сюр-Альбі (74142)
25. Етерсі (74117)
26. Ж'є (74135)
27. Кенталь (74219)
28. Крампіньї-Боннгет (74095)
29. Кюва (74098)
30. Кюзі (74097)
31. Ла-Бальм-де-Сієнжі (74026)
32. Ла-Бальм-де-Тюї (74027)
33. Ла-Клюза (74080)
34. Ла-Шапель-Сен-Морис (74060)
35. Латюїй (74147)
36. Ле-Буше (74045)
37. Ле-Віллар-сюр-Тон (74302)
38. Ле-Гран-Борнан (74136)
39. Ле-Кле (74079)
40. Лешо (74148)
41. Лованьї (74152)
42. Лорне (74151)
43. Маніго (74160)
44. Мантон-Сен-Бернар (74176)
45. Мариньї-Сен-Марсель (74165)
46. Марселла-Альбане (74161)
47. Массенжі (74170)
48. Мезіньї (74179)
49. Монтаньї-ле-Ланш (74186)
50. Муа (74192)
51. Мюр (74194)
52. Нав-Пармелан (74198)
53. Нонглар (74202)
54. Отвіль-сюр-Ф'є (74141)
55. Пуазі (74213)
56. Рюмії (74225)
57. Саль (74255)
58. Сальнов (74257)
59. Севріє (74267)
60. Сен-Жан-де-Сікст (74239)
61. Сен-Жорйо (74242)
62. Сен-Сільвестр (74254)
63. Сен-Фелікс (74233)
64. Сен-Ферреоль (74234)
65. Сент-Езеб (74231)
66. Сент-Есташ (74232)
67. Серраваль (74265)
68. Сієнжі (74272)
69. Таллуар-Монмен (74275)
70. Тон (74280)
71. Тюзі (74283)
72. Фаверж-Сейтене (74123)
73. Фієр (74282)
74. Шавано (74067)
75. Шапері (74061)
76. Шарвонне (74062)
77. Шевалін (74072)
78. Шена-ле-Фрасс (74054)
79. Шуазі (74076)